# Gemmei
Imperatriz Gemmei (元明天皇, Gemmei-tennō, 661 — 29 de Dezembro de 721) foi a 43ª Imperatriz do Japão, na lista tradicional de sucessão. É identificada, algumas vezes como Imperatriz Genmyō.

## Vida
Reinou de 707 a 715.  Foi a quarta mulher a ascender ao Trono do Crisântemo.
Antes da sua ascensão ao trono, seu nome era Abe-hime. A Imperatriz Gemmei foi a quarta filha do Imperador Tenji e a irmã mais nova da Imperatriz Jito, por parte de pai. Sua mãe, Mei-no-Iratsume (também chamada de Soga-hime), foi filha de Udaijin Soga-no-Kura-no-Yamada-no-Ishikawa-no-Maro (também chamado de Soga Yamada-no Ō-omi).
Gemmei se tornou a companheira (nyōgo) do Príncipe Herdeiro Kusakabe no Miko, que era filho do Imperador Temmu e da Imperatriz Jito. Após a morte do filho deles, o Imperador Mommu em 707, ela ascendeu ao trono. Pelo menos uma descrição textual sugere que ela aceitou o título de Imperatriz porque o Imperador Mommu tinha lhe dito que seu filho, neto dela, ainda era muito jovem para lidar com as pressões de se tornar um imperador.
- 707 (Keiun 4): Foi encontrado cobre na província de Musashi, na região atual de Tóquio.[2]
- 708 (Keiun 5): O nome da era deveria ser alterado para marcar a ascensão da Imperatriz Genmei; mas a escolha de Wadō como o novo nengō para o reino foi uma forma de se referir à descoberta de cobre no Distrito de Chichibu na atual prefeitura de Saitama.[2] A palavra japonesa para cobre é dō (銅); e como era cobre nativo, "wa" (um antigo termo chinês para Japão) poderia ser combinado com "dō" (cobre) para criar um novo termo composto -- "wadō" -- significando "cobre japonês."

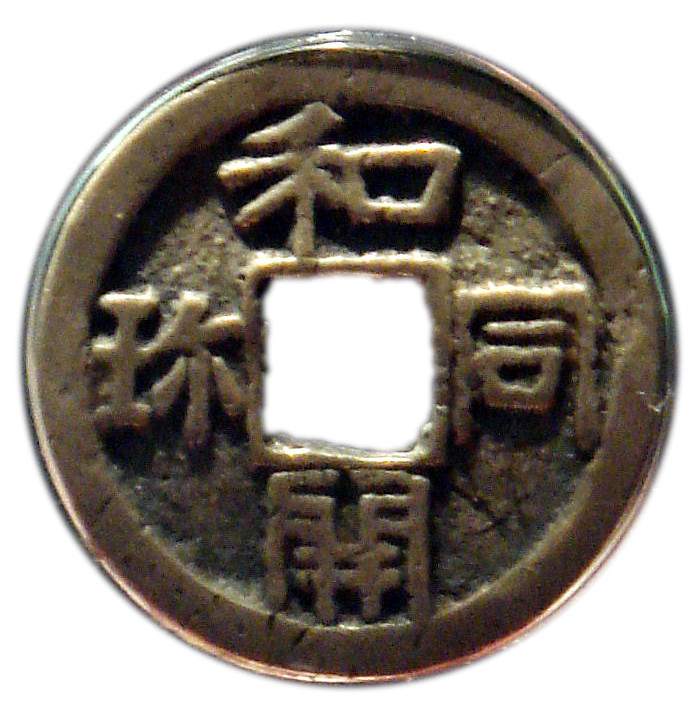
O primeira moeda japonesa (和同開珎, wadōkaichin)

- 708 (Wadō 1, no 11º dia do 4º mês): Uma amostra do recém-descoberto cobre de Musashi foi apresentada na corte de Genmei, que formalmente reconheceu o cobre japonês.[2] A era Wadō é famosa pela primeira moeda japonesa (和同開珎, wadōkaichin).[5]
- 709 (Wadō 2, 3 meses): Houve uma revolta contra a autoridade governamental na província de Mutsu e na província de Echigo . Tropas foram prontamente enviada para subjugar a revolta.[2]
- 710 (Wadō 3, 3º mês): A Imperatriz Gemmei estabeleceu a sua residência oficial em Nara e Nara tornou-se a nova capital.[2]
- 712 (Wado 5): O Kojiki foi apresentado por Ō no Yasumaro à Imperatriz Gemmei.[6][7]
- 715 (Wadō 8): Genmei renuncia em favor de sua filha, que será conhecida como Imperatriz Gensho, depois de abdicar, passou a ser conhecida como Daijō-tennō. Genmei viveu na aposentadoria por sete anos, até sua morte, aos 60 anos de idade.[2]

A Imperatriz Genmei é tradicionalmente venerado em um memorial no santuário xintoísta em Nara. A Agência da Casa Imperial designa este local como Mausoléu de Genmei. E é oficialmente chamado de Nahoyama-no-Higashi no misasagi.

## Daijō-kan
- Daijō Daijin: Príncipe Hozumi.[4]
- Sadaijin: Isonokami no Maro (石上麻呂)[4] -- (708–717)
- Udaijin: Fujiwara no Fuhito (藤原不比等)[4] -- (708–720)